# Рывж, Всеволод Езупович
Всеволод Езупович Рывж (11 ноября 1907 — 21 февраля 1992) — советский военный деятель, Герой Советского Союза (1945). Командир 16-й гвардейской механизированной бригады 6-го гвардейского механизированного корпуса. Полковник.

## Биография

### Ранние годы
Всеволод Рывж родился 11 ноября 1907 года в городе Козлов (ныне Мичуринск Тамбовской области) в семье рабочего. Русский. После окончания школы 2-й ступени в 1927 году Всеволод Рывж работал слесарем в вагоноремонтной мастерской железнодорожной станции Козлов.

### Служба в армии
В 1930 году его призвали в армию. Служил в Забайкалье, в 108-м стрелковом полку 36-й стрелковой дивизии. В 1931 году он окончил школу одногодичников, вступил в ВКП(б) и был назначен командиром стрелкового взвода. Потом был командиром учебного взвода, помощником начальника хоздовольствия полка, начальником ОВС. В 1936 году стал старшим лейтенантом, а в мае 1939 года — капитаном.
В 1939 году капитан Рывж назначен помощником начальника штаба 149-го мотострелкового полка 36-й мотострелковой дивизии.
С 17 июня по 1 сентября 1939 года в составе 57-го особого корпуса капитан Рывж участвовал в боях на реке Халхин-Гол.За мужество и отвагу награждён орденом Красного Знамени (15.01.1940).
8 января 1940 года капитан Рывж был назначен начальником штаба 149-го мотострелкового полка, в город Сретенск Читинской области.

### Участие в Великой Отечественной войне
Когда началась Великая Отечественная война, дивизию на фронт не отправили, а до осени 1941 года держали в готовности для отпора японского вторжения на территорию СССР.
2 января 1942 года майор Рывж В. Е. назначен на должность командира формировавшегося 1482-го стрелкового полка 457-й стрелковой дивизии. Затем вошёл в состав 116-й стрелковой дивизии 50-й армии Западного фронта.

#### В действующей армии
С февраля 1942 года майор В. Е. Рывж в качестве заместителя командира 656-го стрелкового полка 116-й стрелковой дивизии участвовал в боях в районе станции Воротынск западнее Калуги.
26 марта 1942 года майор Рывж В. Е. был назначен командиром 656-го сп 116-й сд, а уже 20 апреля в бою в районе города Юхнова он получил тяжёлое ранение и был эвакуирован в госпиталь в село Архангельское Московской области.
После излечения майор Рывж В. Е был направлен на КУКС Западного фронта, где проучился до октября 1942 года. Выйдя оттуда подполковником, он был назначен командиром 6-го гв. мотострелкового полка 3-й гв. мотострелковой дивизии 29-й армии Западного фронта. Армии почти вся полегла в боях между Ржевом и Вязьмой. В марте 1943 года оба города были освобождены. За умелое командование подразделением подполковник В. Е. Рывж был награждён орденом Отечественной войны I степени.
В июне 1943 года подполковник Рывж В. Е. был назначен заместителем командира 17-й гв. механизированной бригады 6-го гв. механизированного корпуса 4-й танковой армии Брянского, а затем и Центрального фронтов. В этой должности он участвовал в боях на Курской дуге в районе поселка Хотынец и города Карачев.
21 февраля 1944 года ему было присвоено звание гвардии полковника, и его назначили командиром 16-й гв. механизированной бригады того же 6-го гв. механизированного корпуса. Бригада участвовала в Проскуровско-Черновицкой операции, проводимой войсками 1-го Украинского фронта. Уже 6 марта 1944 года танкисты комбрига Рывжа ворвались в село Войтовицы. Далее, далеко опередив соседнюю 3-ю гв. танковую армию, испытывавшую некоторые трудности на подступах к городу Проскурову (ныне Хмельницкий), танкисты и мотострелки бригады Рывжа, наступая в южном направлении, совместно с другими подразделениями 6-го гв. механизированного корпуса к концу дня 22 марта освободили местечко Гримайлов (Гжималув), 24 марта - ворвались в посёлок Гусятин, а 26 марта достигли Днестра южнее города Каменец-Подольский. 
3 апреля 1944 года в бою полковник В. Е. Рывж получил третье за войну ранение, остался в строю, и только, когда задача была выполнена, и город Каменец-Подольский был освобождён, он обратился в медсанбат. За мужество, проявленное в этих боях, «Колтувский коридор», Рывж В. Е. был награждён орденом Красного Знамени.
Львовско-Сандомирская операция началась 15 июля 1944 года. Начав наступление с рубежа на реке Стрыпа, пройдя «Колтувский коридор», обеспеченный стрелковыми подразделениями, танкисты Рывжа стремительно прорвали фашистскую оборону и уже 19 июля ворвались в город Перемышляны. Гвардии полковник Рывж В. Е. получил приказ как можно быстрее обойти Львов с юга и перехватить коммуникации врага западнее него. 16-я гв. мехбригада 28 июля овладела посёлком Рудки, а 7 августа вышла на реку Сан и участвовала в освобождении города Санок. 15 августа 1944 года гвардейцы переправились на Сандомирский плацдарм и участвовали в боях по его удержанию и расширению. За умелое руководство бригадой в ходе боёв за Львов гвардии полковник Рывж В. Е. был представлен к ордену Суворова II степени, но награждён орденом Александра Невского (19.11.1944).

#### Подвиг
В Висло-Одерской операции командир и его воины 16-й гв. механизированой бригады вели бои на улицах города Кельце. 19 января они овладели городом Пиотркув, 22 января — городом Кемпно. 26 января 1945 года его гвардейцы первыми на всём советском фронте вышли на берег реки Одер и в этот же день форсировали его, захватив плацдарм в районе города Кёбен. За 14 дней бригада Рывжа прошла с боями более чем 500 километров и достигла основного рубежа гитлеровской обороны по реке Одер.
В бою на плацдарме у города Кёбен 26 января 1945 года при очередном артиллерийском обстреле гв. полковник В. Е. Рывж тяжело ранен с потерей глаза и был эвакуирован в город Львов.
Указом Президиума Верховного Совета СССР от 06.04.1945 за образцовое выполнение заданий командования в борьбе против немецко-фашистских захватчиков и проявленные при этом мужество и героизм Рывж, Всеволод Езупович был удостоен звание Героя Советского Союза с вручением Ордена Ленина и медали «Золотая Звезда».

### После войны
День Победы В. Е. Рывж встретил в госпитале, где находился на излечении до июля 1945 года. После выздоровления он вернулся в свою родную часть, где до 1947 года служил заместителем командира 6-й гв. механизированой дивизии, преобразованной из бывшего 6-го гв. механизированного корпуса Бернау.
В 1948 году Рывж В. Е. был переведён на должность заместителя командира 32-й гв. механизированой дивизии Прикарпатского военного округа.
31 декабря 1948 года В. Е. Рывж стал слушателем курсов усовершенствования офицерского состава при Академии бронетанковых и механизированных войск. После окончания курсов он вернулся в свою дивизию, где прослужил три года.
В январе 1952 года гвардии полковник Рывж В. Е. назначен на должность заместителя командира 1-й механизированой дивизии 2-й гв. МА в составе ГСОВГ.
C ноября 1954 года Герой Советского Союза гвардии полковник В. Е. Рывж уволился в запас. Переехал в город Бердичев Житомирской области, где долгие годы жил и работал.
Всеволод Езупович Рывж скончался 21 февраля 1992 года. Похоронен в Бердичеве на общегородском кладбище.

## Награды
- Медаль «Золотая Звезда»;
- Орден Ленина;
- три ордена Красного Знамени;
- орден Александра Невского;
- два ордена Отечественной войны I степени;
- орден Красной Звезды;
- медаль За боевые заслуги[2];
- медаль «В ознаменование 100-летия со дня рождения Владимира Ильича Ленина»;
- медаль «За победу над Германией в Великой Отечественной войне 1941—1945 гг.» (9 июня 1945[3]);
- юбилейная медаль «Двадцать лет Победы в Великой Отечественной войне 1941—1945 гг.» (7 мая 1965[4]);
- юбилейная медаль «Тридцать лет Победы в Великой Отечественной войне 1941—1945 гг.»[5];
- медаль «Сорок лет Победы в Великой Отечественной войне 1941-1945 гг.»[6];
- медаль «За взятие Берлина»;
- медаль «За освобождение Праги»;
- медаль «Ветеран Вооружённых Сил СССР»;
- медаль «30 лет Советской Армии и Флота»[7];
- юбилейная медаль «40 лет Вооружённых Сил СССР»[8];
- юбилейная медаль «50 лет Вооружённых Сил СССР» (26 декабря 1967[9]);
- юбилейная медаль «60 лет Вооружённых Сил СССР» (28 января 1978[10]);
- юбилейная медаль «70 лет Вооружённых Сил СССР» (28 января 1988[11]);
- медаль «За безупречную службу» I степени;
- другие медали;
- знак «Гвардия»;
- знак МО СССР «25 лет Победы в Великой Отечественной войне» (24 апреля 1970[12]).

Ордена и медали Польши:
- орден «Крест Грюнвальда»;
- медаль «За Одру, Нису и Балтику»;
- медаль «Победы и Свободы».

### Память
- Имя Героя высечено золотыми буквами в зале Славы Центрального музея Великой Отечественной войны в Парке Победы города Москвы.

- Почётный гражданин города Бердичев.
- В Бердичеве на общегородском кладбище на могиле Героя установлен надгробный памятник.
- На доме № 20 по проспекту Карла Либкнехта, где жил Герой, установлена мемориальная доска.